# Noailhac (Tarn)
Noailhac – miejscowość i gmina we Francji, w regionie Oksytania, w departamencie Tarn.
Według danych na rok 1990 gminę zamieszkiwało 650 osób, a gęstość zaludnienia wynosiła 31 osób/km² (wśród 3020 gmin regionu Midi-Pireneje Noailhac plasuje się na 493. miejscu pod względem liczby ludności, natomiast pod względem powierzchni na miejscu 531.).